# Astragalus austriacus
L'astràgal austríac, Astragalus austriacus, és una espècie de planta herbàcia pertanyent a la família de les lleguminoses que és pròpia d'Euràsia i que també es troba (molt rarament) als Països Catalans.
És una planta herbàcia perenne que es troba preferentment en pastures seques  i matollars dels països de l'est d'Europa: Àustria, Alemanya, Bulgària, República Txeca, Eslovàquia, a l'antiga Iugoslàvia, Polònia, Romania,  Rússia, Ucraïna... i cap a Àsia: el Kazakhstan i Turquia. Cap a l'oest d'Europa es fa cada cop més rara, encara que té algunes poblacions a França, Itàlia, Suïssa o Espanya.
Als Països Catalans és molt rara i només se la pot trobar en comptats indrets de Catalunya i el País Valencià. Per aquesta raó es va incloure com a espècie vulnerable a la llista d’espècies amenaçades en la RESOLUCIÓ AAM/732/2015, de 9 d'abril, per la qual es modifica el Catàleg de flora amenaçada de Catalunya

## Descripció
El gènere Astragalus té força espècies als PPCC. Aquesta es coneix prou bé per que és una herba perenne, no punxent, glabrescent, amb un raïm de flors lax, llargament pedunculat i amb flors relativament petites (5-8 mm) de color blau clar. Els folíols són estrets, linears, de prop d'un cm de llarg per 1-2 mm d'ample.

## Taxonomia
Astragalus austriacus va ser descrita per Nikolaus Joseph von Jacquin i publicat a Enumeratio Stirpium Pleraumque, quae sponte crescung in agro Vindobonensi 263. 1762.
Etimologia
Astragalus: nom genèric derivat del grec clàssic άστράγαλος i després del Llatí astrăgălus aplicat ja en l'antiguitat, entre altres coses, a algunes plantes de la família Fabaceae, a causa de la forma cúbica de les seves llavors semblants a un os del peu.
austriacus: epítet geogràfic que al·ludeix a la seva localització a Àustria.
Sinonímia
- Astragalus dichopterus Pall.
- Astragalus olopterus DC.
- Astragalus onobrychis var. angustifolius DC.
- Astragalus scopaeformis Ledeb.
- Astragalus scopiformis Ledeb.
- Astragalus sulcatus Lam.
- Astragalus tenuifolius L.
- Phaca austríaca (Jacq.) Med.

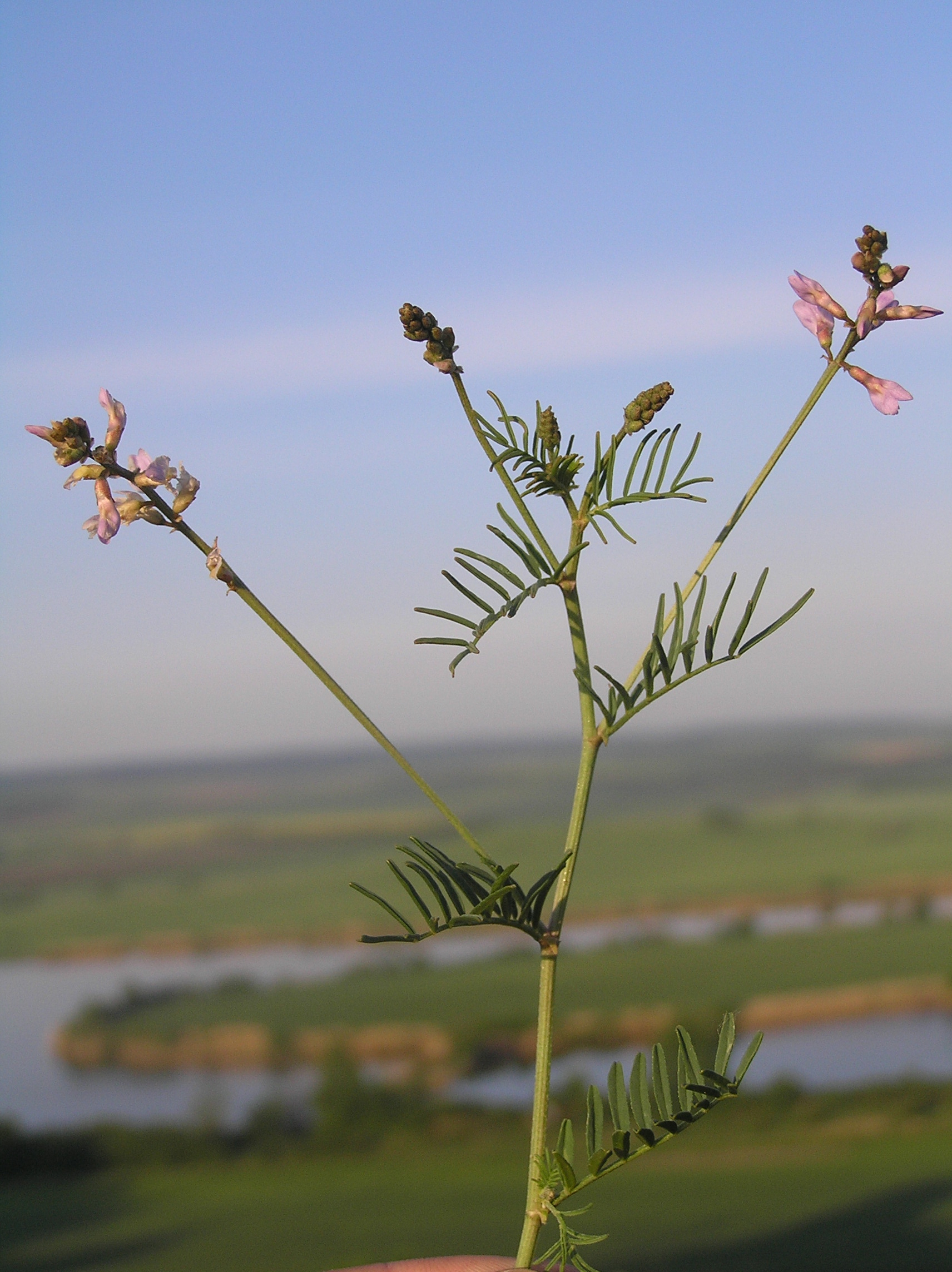
Vista general de la planta
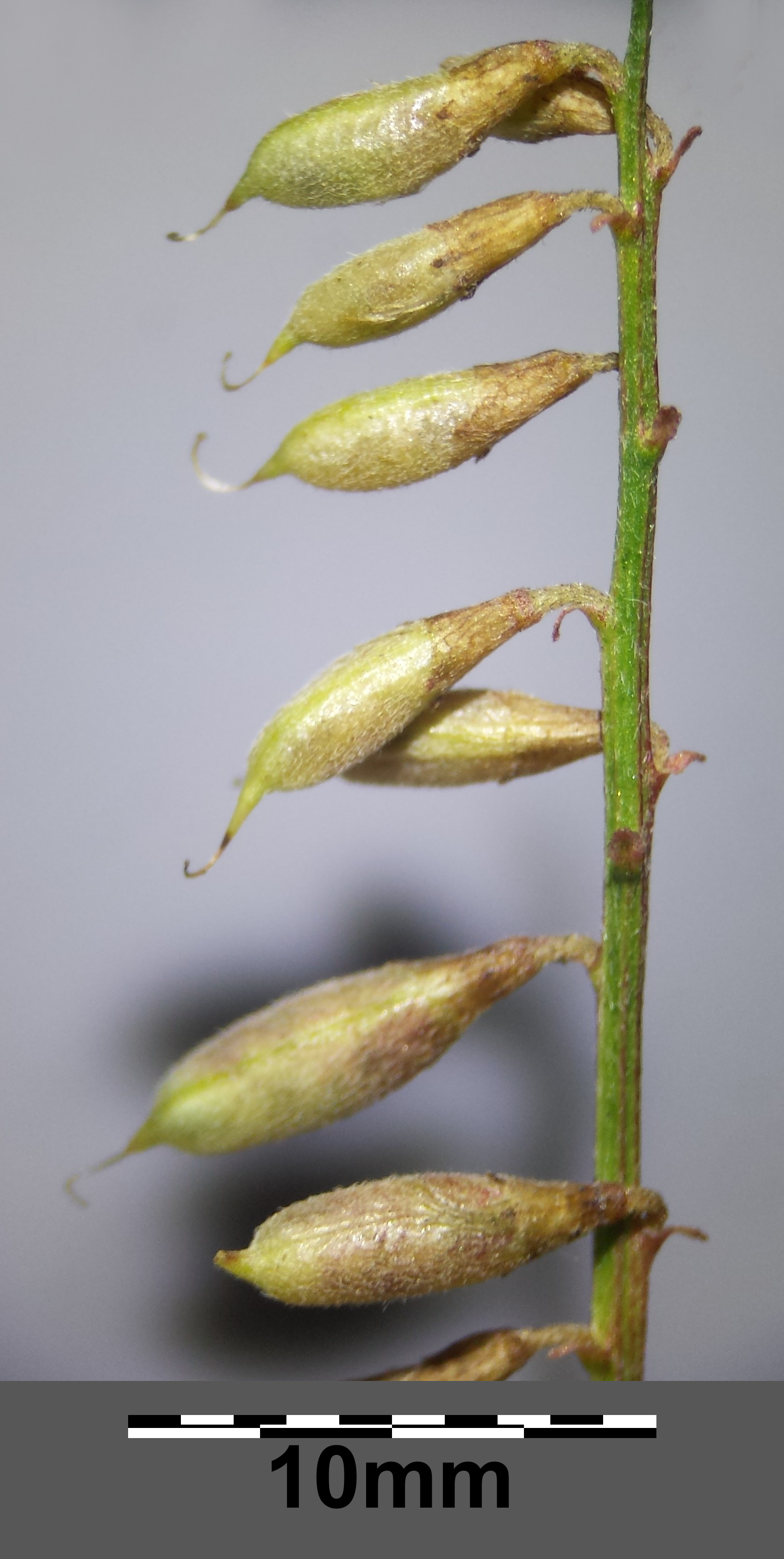
Detall dels fruits
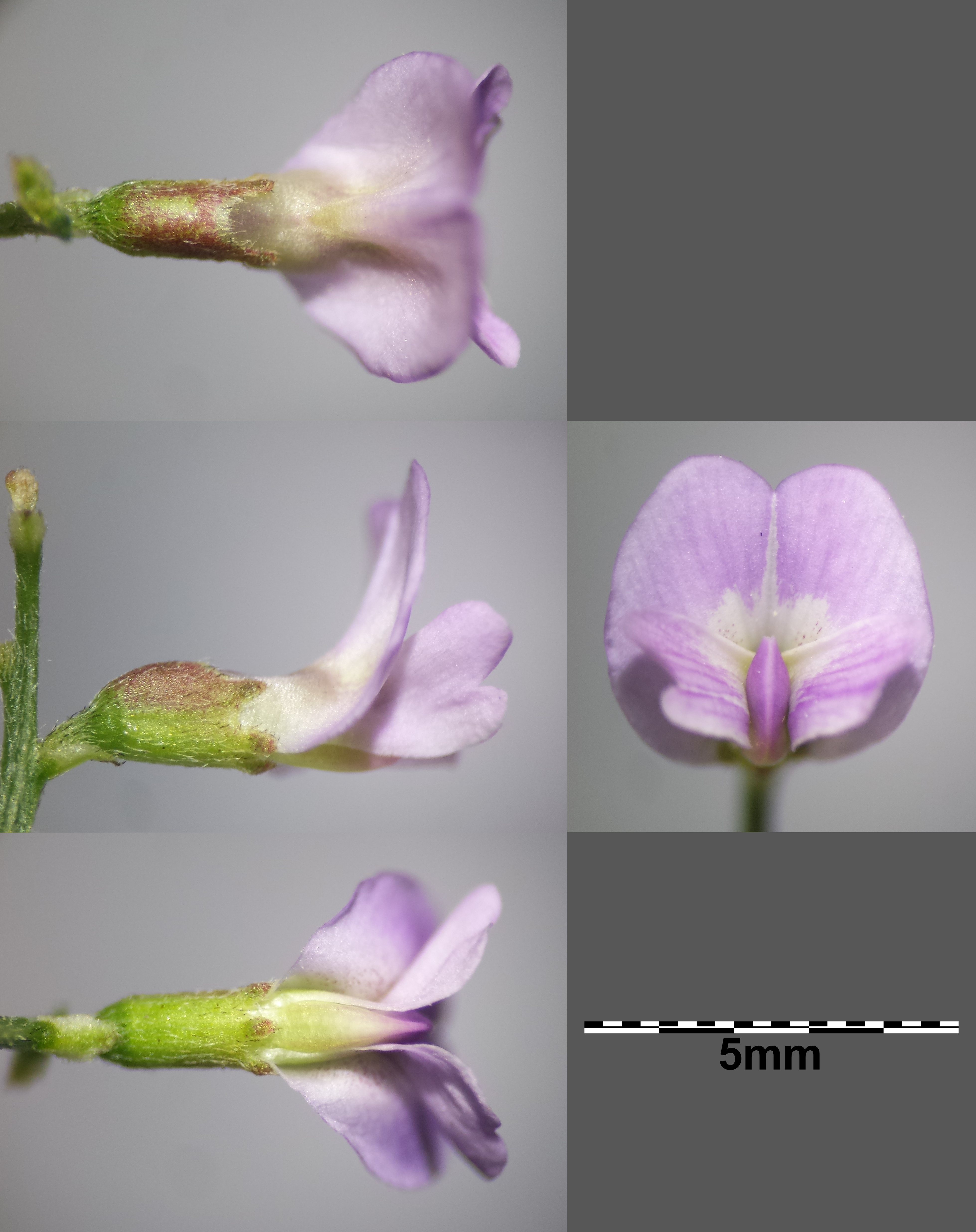
Detall de la flor papilionàcia